# Parque marino Valdivia
El Parque marino Valdivia está ubicado cerca de la comuna Valdivia, en la parroquia Manglaralto a unos 4 kilómetros de la ciudad de Santa Elena, Ecuador. Este sitio corresponde a un refugio temporal de 180 animales marinos de 48 especies, después de haber sufrido alguna afectación física o riesgos en su hábitat natural el cual, una vez recuperadas, retornarán a su medio natural. El parque está adornado por corales que imitan al hábitat de procedencia, es administrado por Servicio de Gestión Inmobiliaria del Sector Público (Inmobiliar).
La infraestructura consta de un área de 1.760 metros cuadrados de los cuales se han construido estanques y acuarios; tiene zona de jardines, estacionamiento y clínica veterinaria, donde reciben atención y cuidados permanentes cuando llegan animales en estado crítico hasta que se logren rehabilitar, el área se mantiene en cuarentena hasta que las autoridades decidan si el espécimen puede ser devuelto a su ambiente natural. El parque no solo es un sitio de conservación y rescate de fauna silvestre, sino que también funciona un acuario para que el público conozca de cerca las especies que habitan el perfil costanero.
En el sitio se observan algunas especies como: tortugas marinas y de tierra, caballitos y estrellas de mar, pingüinos, pelícanos y piqueros, algunas especies de peces y un lobo de mar. Las autoridades manifiestan que si alguna especie no logra la recuperación óptima, el espécimen permanecerá en el parque de manera indefinida.